# Amfitrion

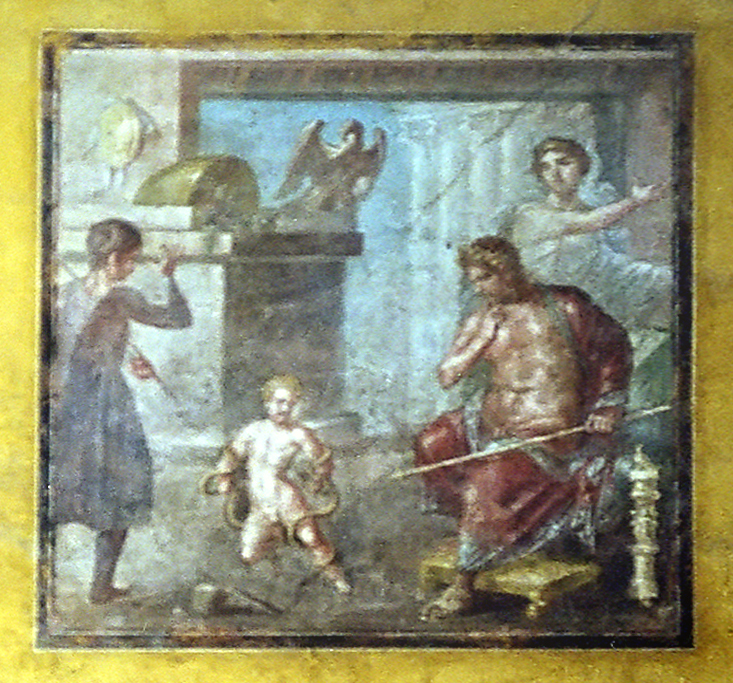
Detaliu din Pompeii: Amfitrion, Alcmena, Heracle și șerpii Herei

Amfitrion (greacă Ἀμφιτρύων, lit. „cel care hărțuiește ambele părți”) a fost un erou mitic grec, fiul lui Alceu și al Hiponomei (sau al Astidamiei) și soțul Alcmenei. Este cunoscut de asemenea ca fiind tatăl adoptiv al lui Heracle. Mitul său a fost adaptat în numeroase versiuni, dintre care piesa de teatru a lui Molière a introdus în dicționar uzul curent al cuvântului amfitrion.

## Mitologie
Amfitrion fu fiul lui Alceu, regele Tirintului. Acesta luă parte la războiul dintre unchiul și cumnatul său Electrion și Pterelaos din Tafos. Electrion conducea cetatea Micene, iar Pterelaos cerea tronul acestuia ca strănepot al fratelui mai mare al lui Electrion, Mestor. Fiii lui Pterelaos veniră în fruntea unei armate și se înfruntară cu armata fiilor lui Electrion, murind toți cu excepția unuia din fiecare familie. Regele plecă la război și lăsă regatul și fiica, Alcmena, lui Amfitrion, care se legă să o respecte până la întoarcerea regelui.

### Moartea lui Electrion
Regele nu apucă să plece, deoarece o vacă înnebuni și bastonul pe care Amfitrion îl aruncase ca s-o oprească ricoșă și-l lovi pe Electrion. Stelenos care conducea Argolida și, ca atare, Micene, îl exilă. Amfitrion fugi la Teba cu Alcmena și fratele ei, unde regele Creon îl absolvi de omor. Cu toate acestea, era încă legat de jurământul său și Alcmena refuza să se căsătorească cu el dacă nu ducea la capăt răzbunarea pentru familia ei.

### Vulpea cadmeeană
Amfitrion, exilat, îi ceru ajutor lui Creon, care îi ceru la rândul lui să omoare o vulpe care făcea ravagii împrejurul Tebei. Vulpea fusese trimisă de Dionis sau Hera pentru un ultragiu al tebanilor și era imposibil de prins. În fiecare lună mânca un teban.
Amfitrion merse atunci la Kefalos din Atena și-i ceru pe Laelaps, câinele care prindea tot ce fugărea. În schimb îi promise parte din prada campaniei împotriva teleboenilor. În altă variantă Oedip este cel care rezolvă situația. În ambele cazuri, nici câinele, nici vulpea nu puteau învinge, așa că Zeus, pentru a rezolva paradoxul, fie i-a transformat în pietre pe amândoi, fie a aruncat câinele pe cer, transformându-l în constelația Câinele Mic.

### Războiul cu Pterelaos
Cu armata lui Creon, Amfitrion a plecat la război cu teleboenii, împreună cu Cefalos din Atica, Panopeu din Focida și Heleios din Argolida, fiul lui Perseu. Făcură ravagii pe insula Tafos, dar orașulul era impregnabil atâta timp cât viețuia Pterelaos. Viața acestuia, la rândul ei, era legată de un fir de aur dăruit de Poseidon, ascuns în părul regelui. Amfitrion are succes într-un final, când fiica lui Pterelaos, Cometo, s-a îndrăgostit (în funcție de sursă) fie de Amfitrion, fie de Cefalos, și i-a tăiat firul de aur din cap regelui. După cucerirea cetății, Amfitrion ordonă să fie ucisă.

### Înșelăciunea lui Zeus
Încărcat de bogății, Amfitrion porni spre casă. Cu o zi înainte ca Amfitrion să ajungă, Zeus, împrumutându-i înfățișarea, se uni cu Alcmena. În aceeași noapte se întoarse și Amfitrion. Când proroocul Tiresias dezvălui adevărul, Amfitrion vru să-și pedepsească soția, arzând-o pe rug. La intervenția lui Zeus, o ploaie stinse flăcările și Amfitrion o iertă pe Alcmena. 
Din dubla unire cu Zeus și cu Amfitrion, Alcmena născu doi fii: pe Heracle și pe Ificles. Amfitrion educă ambii copii, dar, curios să afle care era de origine divină, conform unor surse, el, nu Hera, trimise șerpii în camera copiilor. Mai târziu, când temperamentul lui Hercule duse la moartea dascălului său de muzică, Amfitrion, temându-se pentru propria viață, îl trimise să-i păzească cirezile.

### Războaiele și moartea
Amfitrion și Alcmena erau acum stabiliți în Teba. La poarta Electra, o casă a fost construită pentru ei de faimoșii constructori Agamede și Trofonios. Amfitrion conducea armata tebană în război. A donat o statuie de marmură pentru templul Atenei Zosteria. A luptat împotriva locuitorilor din Eubeea, i-a învins și le-a omorât conducătorul, Chalcodon.
A murit luptând alături de Hercule să apere Teba împotriva minienilor din Orhomenos, conduși de Erginos.

## În ficțiune
- Amfitrion, o piesă pierdută a lui Sofocle
- Amfitrion, o adaptare de Plaut a piesei de Sofocle. Personajul sclavului Sosia stă la originea cuvântului „sosie”.[7]
- Numeroase adaptări ale piese de Plaut în sec. XVI, printre care trei spaniole, două italiene și o comedie portugheză, de Luís de Camões. În 1636, Jean Rotrou a adaptat piesa pentru societatea franceză, cu mare succes, ceea ce l-a inspirat pe Molière să scrie propriul Amfitrion în 1668, care stă la baza uzului actual al cuvântului amfitrion, bună gazdă. Versiunile continentale influențate de Plaut folosesc și versiunea lui Molière ca inspirație, precum și versiunea cu personaje creștine a lui Johannes Burmeister
- O adaptare a piesei într-un fragment din Jacke Juggler (c. 1550) este prima dată cunoscută când Amfitrion intră în Anglia. Alte piese care au fost influențate de piesa lui Plaut sunt What You Will (1607) de John Marston, The Silver Age (1613) de Thomas Heywood și Amphitryon (1690) de John Dryden, influențat de versiunea lui Molière și de cea a lui Plaut. Henry Purcell a scris muzica pentru varianta Dryden. O adaptare comică, modernă este Too Much Amphitryon (anii 1950) de George Maxim Ross.
- În Germania, Amfitrion (1807) de Heinrich von Kleist rămâne cea mai populară versiunea a mitului, Kleist folosește incapacitatea Alcmenei de a distinge între zeu și soțul ei pentru a explora problemele metafizice; Alkmene (1961) de Giselher Klebe este o operă care are la bază această piesă. Printre alte adaptări germane se numără Zweimal Amphitryon (1943) a lui Georg Kaiser și Amfitrion (1968) al lui Peter Hacks.
- Filmul anti-nazist Amphitryon (1935) din epoca nazistă se bazează pe piesa lui Kleist.[8]
- În Franța, mitul a fost subiectul unei piese a lui Jean Giraudoux, Amphitryon 38 (1929). A fost adaptată în limba engleză de către S. N. Behrman 1938. Versiunea lui Plaut a constituit baza muzicalului Out of This World (1950) al lui Cole Porter.[9] În 1991 a influențat filmul lui Jean-Luc Godard Hélas pour moi.
- Amfitrion apare ca personaj în romanul mitologic de fantezie Герой должен быть один („Un erou trebuie să fie singur”) (1995) de H. L. Oldie.[10]
- Piesa God's Gift (2000) a irlandezului John Banville este o versiune a lui Amphitryon de Kleist.